# Idiasta euryzona
Idiasta euryzona är en stekelart som beskrevs av Robert A.Wharton 1980. Idiasta euryzona ingår i släktet Idiasta och familjen bracksteklar. Inga underarter finns listade i Catalogue of Life.